# South Pasadena (Kalifornien)
South Pasadena ist eine Stadt im Los Angeles County im US-Bundesstaat Kalifornien der Vereinigten Staaten. Das U.S. Census Bureau hat bei der Volkszählung 2020 eine Einwohnerzahl von 26.943 ermittelt.
South Pasadena liegt etwa zehn Kilometer nordöstlich des Zentrums von Los Angeles. South Pasadena hat Anschluss an die Interstate 710.
Die Stadt war bisher Drehort mehrerer Fernsehproduktionen.

## Söhne und Töchter der Stadt
- Joel McCrea (1905–1990), Schauspieler
- William Fisk Harrah (1911–1978), Unternehmer
- Meredith Baxter (* 1947), Schauspielerin